# Řád křižovníků s červenou hvězdou v modrém poli

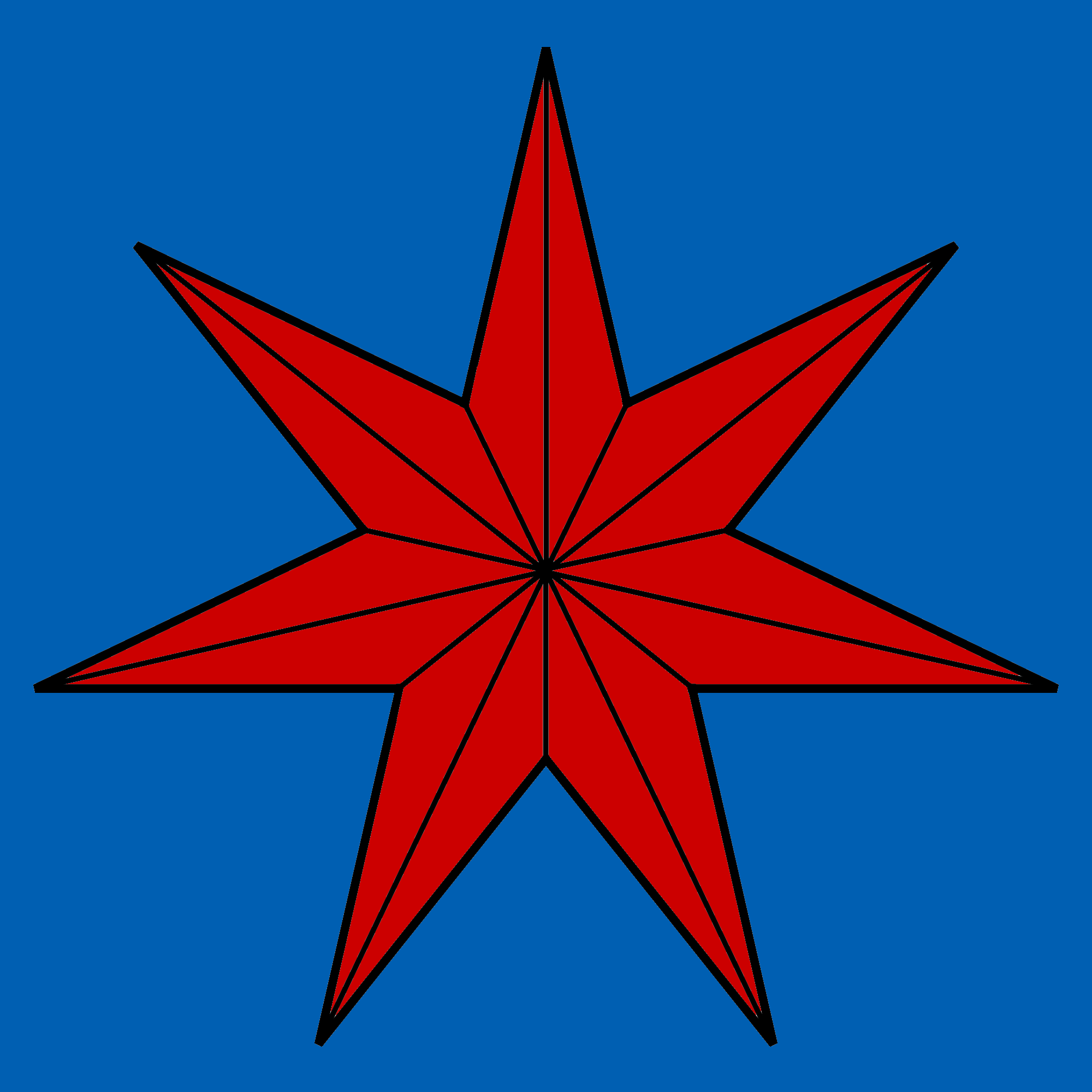
Znak řádu

Řád křižovníků s červenou hvězdou v modrém poli, jinak též zvaný Betlemité (italsky Betlemitani), byl rytířský řád, činný ve Svaté zemi, Francii a Itálii v 12. až 16. století.
Řád založili a vedli biskupové z Betléma jako křižácký řád. Po pádu Betléma do rukou muslimů roku 1223 se biskupové přesunuli do Clemency ve francouzském Burgundsku, kde sice zůstali jako titulární biskupové, ale vlastnili vesnici a řádový špitál. V Itálii v Asti řád spravoval kostel Sv. Jiří a sv. Pankráce a špitál v Quattordio. 
Poslední stopy řádu se objevují v 16. století, kdy vlastnil dům v San Paolo Solbrito v diecézi Asti. Nakonec byl zrušen papežem Alexandrem VII. v roce 1656.